# Strălucirea eternă a minții neprihănite
Strălucirea eternă a minții neprihănite (titlu original: Eternal Sunshine of the Spotless Mind) este un film american SF de dragoste comedie-dramatică din 2004 regizat de Michel Gondry. Rolurile principale au fost interpretate de actorii  Jim Carrey, Kate Winslet, Kirsten Dunst, Mark Ruffalo, Elijah Wood și Tom Wilkinson.
Scenariul este scris de Charlie Kaufman după o poveste de Kaufman, Michel Gondry și Pierre Bismuth și prezintă un cuplu înstrăinat în care fiecare partener și-a șters memoria. Filmul folosește elemente SF, thriller-psihologice și de ficțiune non-liniară. Este distribuit de Focus Features.
A câștigat Premiul Oscar pentru cel mai bun scenariu original și a devenit un film idol.   Winslet a fost nominalizată la Premiul Oscar pentru cea mai bună actriță pentru rolul din acest film.  
Titlul filmului este un citat din Eloisa to Abelard, un poem de Alexander Pope.
În 2004 a primit Premiul Saturn pentru cel mai bun film științifico-fantastic.

## Prezentare
După o ceartă, Joel Barish descoperă că prietena lui Clementine Kruczynski și-a șters amintirile despre el cu ajutorul firmei Lacuna din New York. Cu inima frântă, el decide să treacă prin aceeași procedură. Ca pregătire pentru această procedură, înregistrează o casetă pentru Lacuna, povestindu-și amintirile despre relația lor volatilă.
Angajații de la Lacuna lucrează la creierul lui Joel în timp ce acesta doarme în apartamentul său, astfel încât el se va trezi fără a-și aminti procedura. Un angajat, Patrick, pleacă să o vadă pe Clementine; de la procedura ei, el folosește amintirile lui Joel și ale Clementinei pentru a o seduce. În timp ce procedura rulează pe creierul lui Joel, tehnicianul Stan și secretara Mary petrec, se droghează și fac sex.
Joel retrăiește amintirile cu Clementine pe măsură ce acestea sunt șterse, în ordine invers cronologică, începând cu ultima lor ceartă. Pe măsură ce ajunge la primele amintiri, mai fericite, își dă seama că nu vrea să o uite. Proiecția sa mentală despre Clementine sugerează că Joel o ascunde în amintiri care nu o implică. Acest lucru oprește procedura, dar Stan îl sună pe șeful său, Howard, care sosește și o repornește. Joel ajunge la ultima amintire rămasă despre Clementine: ziua în care s-au întâlnit prima dată, pe o plajă din Montauk. Pe măsură ce amintirea se prăbușește în jurul lor, Clementine îi spune lui Joel să se întâlnească din nou în Montauk.
În apartamentul lui Joel, în timp ce Stan este afară, Mary îi spune lui Howard că este îndrăgostită de el și îl sărută. Sosește soția lui Howard și, de pe stradă, îi vede prin fereastră. Furiosă, îi sugerează lui Howard să-i spună lui Mary adevărul: că Mary și Howard au avut o aventură anterior și că amintirile lui Mary au fost șterse. Dezgustată, Mary fură înregistrările Lacuna și le trimite pacienților, inclusiv lui Joel și Clementinei.
Joel se trezește, iar amintirile lui cu Clementine șterse. Se duce impulsiv la Montauk și o reîntâlnește pe Clementine în trenul spre casă. Sunt atrași unul de celălalt și merg la o întâlnire pe râul înghețat Charles din Boston. Joel o conduce pe Clementine acasă și Patrick îi vede, realizând că s-au regăsit. Joel și Clementine își primesc înregistrările Lacuna și ascultă casetele. Sunt șocați de amintirile amare pe care le-au avut unul despre celălalt, dar sunt de acord să încerce din nou.

## Distribuție
- Jim Carrey - Joel Barish
  - Ryan Whitney - tânărul Joel
- Kate Winslet - Clementine Kruczynski
  - Lola Daehler - tânăra Clementine
- Kirsten Dunst - Mary Svevo
- Mark Ruffalo - Stan Fink
- Elijah Wood - Patrick
- Tom Wilkinson - Howard Mierzwiak
- Jane Adams - Carrie Eakin
- David Cross - Rob Eakin
- Deirdre O'Connell - Hollis Mierzwiak
- Thomas Jay Ryan - Frank